# Bredemeyera lucida
Bredemeyera lucida là một loài thực vật có hoa trong họ Polygalaceae. Loài này được (Benth.) Klotzsch ex Hassk. mô tả khoa học đầu tiên năm 1864.